# Władysław Bernatowicz
Władysław Bernatowicz, właśc. Władysław Lewkowicz (ur. 1879, zm. 22 stycznia 1939 w Chorzowie) – polski aktor i reżyser teatralny.
Był aktorem teatralnym, występował na deskach teatrów w Warszawie, Lublinie i Częstochowie. Do najważniejszych ról należą te w Ślubach panieńskich Aleksandra Fredry i Ewie Jerzego Szaniawskiego. W dziedzinie reżyserii zasłynął Operą Zamek na Czorsztynie, czyli Bojomir i Wanda Karola Kurpińskiego.
Pochowany na cmentarzu Bródnowskim w Warszawie (kwatera 15D-4-30/31).

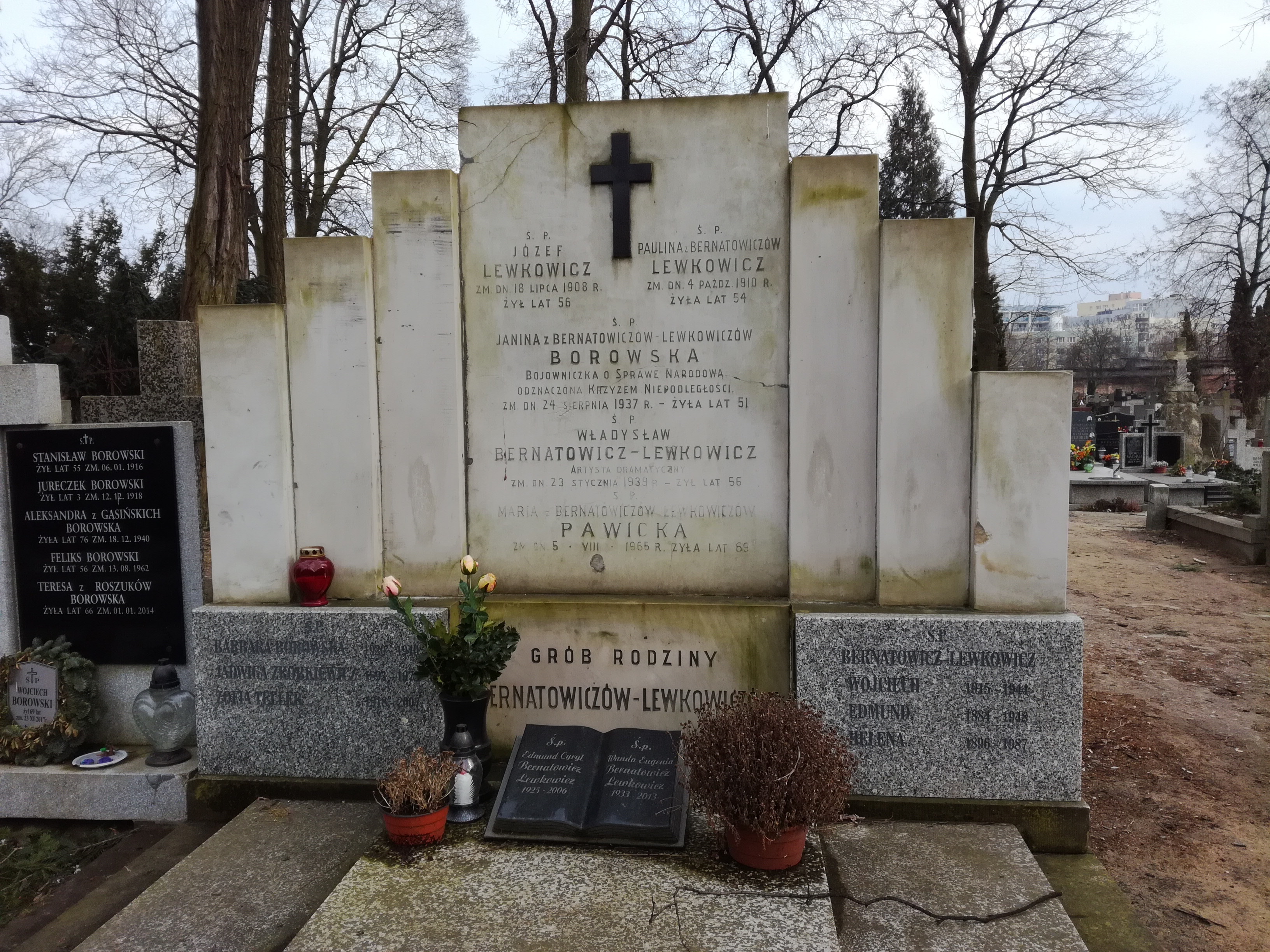
Grób Władysława Bernatowicza-Lewkowicza na cmentarzu Bródnowskim w Warszawie